# Berenberg Bank
La Berenberg Bank è la più antica banca della Germania. È stata fondata ad Amburgo nel 1590 da Hans e Paul Berenberg, immigrati da Anversa, nell'attuale Belgio. È stata sempre di proprietà della famiglia Berenberg e dei suoi discendenti Gossler e Seyler. La famiglia faceva parte della classe dirigente di Amburgo, il Hanseaten.
È attiva nell'investment banking, in particolare nella ricerca azionaria paneuropea, nel brokeraggio e nelle transazioni sui mercati dei capitali, oltre al private banking per clienti facoltosi e nella gestione patrimoniale istituzionale. Dagli anni 2000 l'azienda si è sempre più concentrata sull'investment banking. Berenberg Bank ha circa 1.600 dipendenti; oltre alla sede centrale ad Amburgo, ha presenze significative a Londra, Zurigo, Francoforte e New York, e altre 11 sedi in Europa, Americhe e Asia.

## Storia
La Berenberg Company è stata fondata ad Amburgo nel 1590 dai fratelli Hans (1561–1626) e Paul Berenberg (1566–1645). Nel 1585, i protestanti Berenberg lasciarono Anversa, all'epoca uno dei centri commerciali europei, poiché ai protestanti dei Paesi Bassi meridionali fu imposta la scelta di convertirsi al cattolicesimo o lasciare il paese. Da allora la banca è sempre stata di proprietà dei loro discendenti.
I Berenberg erano originariamente commercianti di tessuti e rapidamente estesero la loro attività ad altre merci. Il nipote di Hans Berenberg, Cornelius Berenberg (1634-1711), fu il primo a dedicarsi al merchant banking e sviluppò la società in una merchant house e banca d'affari di grande successo. Strinse legami commerciali con Francia, Spagna, Portogallo, Italia, Scandinavia e Russia. I legami familiari dei Berenberg furono determinanti per lo sviluppo, specialmente a Livorno e Lisbona con le loro colonie di ricchi mercanti olandesi. I membri della famiglia Berenberg erano anche mercanti a Londra dal XVII secolo.
Il figlio di Cornelius Berenberg, Rudolf Berenberg (1680–1746), fu eletto senatore, cioè membro del governo della città-stato, nel 1735. Entro la metà del XVIII secolo, l'investment banking e i crediti di accettazione costituivano una parte significativa delle attività dell'azienda. Rudolf Berenberg era sposato con Anna Elisabeth Amsinck (1690–1748), figlia del mercante di Lisbona e Amburgo Paul Amsinck (1649–1706) e discendente della famiglia Welser. I loro figli, il senatore Paul Berenberg (1716–1768) e Johann Berenberg (1718–1772), divennero proprietari dell'azienda Berenberg.